# 축나라
축(祝)은 주나라의 희성(姬姓) 제후국이다.

## 역사
서주 초기에 주 무왕이 선왕(先王)의 후대 유민들을 분봉하여, 그 일환으로 황제의 후손 우양(禺陽)을 축(祝, 현재의 산둥성 지난시 창칭구) 땅에 봉하여 제후국이 세워졌다.
기원전 768년, 제나라가 축을 멸망시켰고, 이후 원래 축의 공족들은 나라 이름으로 성씨를 삼았다. 《원화성찬(元和姓纂)》 및 《신당서·재상세계표(宰相世系表)》 등에 의하면 황제의 후예는 주무왕에 의해 축 땅에 봉해졌고 나라를 세웠으며, 자손들이 축씨가 되었다고 하였다.